# 遅れネット
遅れネット（おくれネット）とは、放送のネット番組を、ローカル局側が、キー局と同日・同時刻に（同時ネット）でなく、遅れて放送すること。
ディレイ放送（時差放送、遅延放送）の一種。キー局の放送から数十分から数日、場合によっては数週間から数年の遅延を経ることがある。

## 概要
ローカル局における遅れネットは、キー局がある番組を放送する時間帯に、
- 独自のローカル番組が編成される場合
- クロスネット局が、どれか一方の系列局の番組を放送する場合

などにとられる方法で、裏送りのものを自社収録する（裏撮り）か、番組素材を収録した媒体として受けとって（テープネット）、後日放送する。

### 関連する方式
キー局と同日・同時刻に、ローカル局が同じタイトルの番組を放送しているが、内容が1週遅れであるなど、違っている場合は、同時ネットではなく遅れネットである。
ローカル局がキー局より早く放送する場合は先行ネットと呼ぶ。遅れネットと先行ネットを合わせて時差ネット（じさネット）と呼ぶ。
遅れネットに類するディレイ放送の種類として、生放送風の収録放送である撮って出し、生放送の際にトラブルを防ぐため遅延送出システムを用いて数秒から数分遅らせて放送するニアライブがある。
複数のタイムゾーンにまたがる国で、全国同じタイミングで番組を放送するためには、タイムゾーンごとに1時間ずつ放送時刻を遅らせることになる。結果として各地域で異なった地方時に番組が編成されるので、番組表上では遅れネットとなる。
遅れネットは提供不可になる。

### 目的

#### 独自の編成
普段ネットワークを通じて放送番組を受ける側（地方局など）が、独自の番組編成を行いたい場合に遅れネットが選択される。
放送事業者同士の契約（ネットワーク基本協定）の観点から見た場合、各放送局はネットワーク間の勾配にかかわらず互いに対等であり、かつ各局の自主編成権が尊重されることが大前提であるほか、各地域の需要に応える「地域放送」の必要から、ネット番組を同時刻に放送するか・しないのかは自由に委ねられる。
通常時は同時ネットであっても、ローカルイベントや災害等により特別番組を編成したことにより、一部の地域だけ一時的に遅れネットになる場合もある。

#### 他言語放送のための対応
報道番組など本来なら同時ネットしたい生放送番組を他言語で放送する場合、翻訳や権利上の都合で放送できない映像を編集するために1時間程度遅らせることがある。
日本では日本放送協会（NHK）がBS1の海外ニュース番組で行っている。また、同局の日本語国際放送であるNHKワールド・プレミアムでも、オリンピック期間中はほとんどのニュース番組で、FIFAワールドカップ期間中は一部のニュース番組で、権利上の都合で放送できない部分が多い映像を編集（部分削除）するために1時間程度配信を遅らせる措置がとられる（ただし、災害・地震・その他重大なニュースなどがあった場合は期間中であっても国内同時放送に変更される場合がある）。

ネット受けする側の事情
同時ネットであれば基本的に制作局の番組の内容を受ける局がチェックすることは事実上不可能であるが、遅れネットであれば可能である以上、内容を精査せねばならないため6日ほど遅れるのが常である（まれに同日ないし数日のケースもある）。

## 事例

### 放送形式の変更
- 遅れネットの場合、全国的にはすでに放送されたという旨の断りを示す字幕スーパーを表示することがある。「この番組は○月○日に（制作局の放送局名又は制作局の所在する地域名）で放送されたものです」「○月○日に（制作局の放送局名又は制作局の所在する地域名）で放送されました」など。情報番組では特定の店における期間限定セールの紹介などにおいて、この表示がなされてすでにセールが終了していることを告げる場合が多い。また、視聴者へのプレゼントのお知らせにもこの表示がなされて、募集期間がすでに終了していることを告げる場合がある。
- 遅れネットの場合は、同時ネット局とは放送時間帯が異なる[2]場合もある。そのため、番組によっては遅れネット局では放送時間帯を反映させ、あらかじめ差し替えたアナウンスや映像を準備している例がある。
- 元の番組がスペシャルなどにより放送時間が拡大した場合、遅れネット局では放送枠の都合により分割して放送される場合がある。
- 番組によっては、同時ネット局では未放送の映像が放送されることがある。例えば『ポケットモンスター』シリーズでは、テレビ東京系列以外の局では系列局（BSテレビ東京含む）では未放送のエンドカードが放送されている。
- 番組内で不祥事等が発生してお詫び放送を行う場合、同時ネット局と遅れネット局では内容を分ける場合がある。

### 系列の変更
- 発局とは異なる系列のネット局で遅れネットが実施される場合が多く見られる。当該地域に系列局が存在しない場合だけでなく、当該地域に系列局が存在するにもかかわらず別系列の局で実施される場合もある。発局でローカル枠に当たる時間帯で放送されている場合や、発局の系列局が少ない（特にTXNネットワーク）などの理由から、同時ネット局よりも遅れネット局のほうが多い例もある。
  - 3大都市圏の広域局の放送エリア内にある独立局で、他地域の同系列局制作のローカル番組が遅れネットされる例 - 『ピカルの定理』（深夜時代）・『たかじん胸いっぱい』・『ドラマ特区』・『霜降り明星のあてみなげ』
  - 系列局がクロスネット局であるために、同局で放送しきれない番組が別系列の局に譲渡され遅れネットされる例 - 福井県と宮崎県における『スーパー戦隊シリーズ』
  - 製作側の意向や製作体制の都合で、キー局の系列局がその地域にあるにもかかわらず別系列の局で遅れネットされる例
    - 現時点では製作委員会方式による深夜アニメなどで多く診られる。 - 『アサルトリリィ BOUQUET』・『東京リベンジャーズ』・『うらみちお兄さん』・『邪神ちゃんドロップキックX』・『THE MARGINAL SERVICE』・『魔法少女マジカルデストロイヤーズ』
    - 腸捻転時代（1975年3月30日より先のネットチェンジ前）の毎日放送は、NET系列がメインのクロスネット局であり、関東広域圏のネット局がNETテレビであるNET系列の番組であってもNETフルネット局がある地域でのネット局が他系列局となる番組も少なくなかったが、ネットチェンジ以降はTBS系列局に揃えられた。 - 『真珠の小箱』（中京広域圏のネット局が一社提供スポンサーである近鉄が主要株主の東海テレビだった）

  - 在京キー局系のBSデジタル放送局の番組が他系列の局で遅れネットされる例
    - BSフジの『ガリレオX』は、日本テレビ系のミヤギテレビやTBS系列の山陽放送などでも放送されている。
    - BSテレ東『突撃!隣のスゴイ家』は、KBS京都でも放送されている。

### 同一事業者の別チャンネル
同一放送事業者が同じ放送区域の複数チャンネルで同じ番組を放送する場合でも、各チャンネルの編成の独自性が強いと、時差放送となる。再放送（狭義には同一チャンネル内）の一種ともいえる。かつてNHKの総合と教育の間で見られたが、多チャンネル化により、衛星波と地上波の間などで増えてきた。
キー局におけるマルチ編成のサブ側の内容を遅れネットにしている事例がある（マルチチャンネル#主な事例参考）。

### NHKの地方局
- 『チコちゃんに叱られる!』 - 本来の放送時間である金曜日の20時 - 20時45分の枠が地域情報番組の定期放送枠だった名残で、地域情報番組に差し替えられることが珍しくないため、翌土曜日の9時 - 9時45分までの枠にあらかじめ全国同時放送の再放送が用意されている。
  - 実際、本来の時間に地域情報番組を編成した地方および放送局は、再放送の時間が本放送および遅れネットとして扱われており[3]、番組終了間際の次回の放送時間帯告知テロップは、再放送の時間のみを表記したものに差し替えられていることが大半である。原則不定期特番だが、数少ない定期番組差し替えとして、沖縄局では2022年度に限り『本土復帰50周年 うちなー傑作選』という過去に放送された沖縄県を取り上げた全国放送番組が編成されていた。近畿地方では開始当初から2019年9月まで本来の時間に『えぇトコ』を本放送していた。
- 月曜0時深夜アニメ枠 - 近畿地方ではこの時間に『まちけん参上!』を放送していたため、2020年3月まで0時45分 - 1時10分に遅れネットだった。
- あの日 あのとき あの番組 〜NHKアーカイブス〜 - 通常、再放送はなされていないが、天皇杯 JFA 全日本サッカー選手権大会の予選大会であるほぼ全ての都道府県サッカー選手権大会の決勝放映権を持っている関係で、当該時間帯に実施地域がローカルで放映されている。半分以上の地方局でこの番組が休止される時に限り、全国ネットの再放送が予め用意されている。

### タイムシフトチャンネル
複数のチャンネルで同一内容（個々の番組ではなく編成全体）を時間差で放送することがある。多チャンネル化の進んだ国でよく行われている。
本放送を見られない視聴者を想定しているが、家庭用録画機器や見逃し動画配信の普及により、かつてより必要性は減っている。
日本では、地上デジタル音声放送実用化試験放送のDRP大阪が4チャンネルを使って、在阪ラジオ各局の内容を2010年6月まで放送していた。

## 遅れネットの問題
- 単に放送日時が遅れることで番組の中身自体の面白みが減るケースもある。代表的な例が「TVブックメーカー」。
- フィクション作品のにおいて、劇中で特定の季節行事を扱ったシナリオを遅れネットした場合、放送時の季節と劇中の季節がずれることがある[4]。
  - 読売テレビにおける『それいけ!アンパンマン』の放送で、キー局より2か月遅れでの放送のため、キー局では3月上旬に放送されたひな祭りをテーマとした回が5月上旬に放送されるなどの2か月の季節のずれが発生する。
- ローカル局の独自編成による遅れネット番組の放送期間中に番組改編期を迎え、その放送時刻がネット番組の放送枠と重複する場合、ネット番組の同時ネットが優先されて、もとの番組が打ち切りになる例がある
  - 琉球放送における『カミワザ・ワンダ』開始を受けた『新ウルトラマン列伝』打ち切り。
- キー局での放送終了から、ローカル局での遅れネット放送予定（ローカル局での野球中継による遅れネットも含む）までの間に不測の事態（出演者の死亡、番組に関わる不祥事、ロケ先の災害など番組が扱った題材に関わるデリケートな事態、ローカル局での放送日やその時間帯に報道特別番組（航空事故などの重大な事故、武力攻撃やテロ、クーデターなどの国家に関わる重大な事件、震災や津波などによる大規模災害）が急遽入り、でローカル側で番組が未放送（お蔵入り）となることがある（上述のとおり、事情を記した字幕スーパーを付加した上で予定通り放送される例もある）。
  - 主演者死去にともないキー局の放送が終了した『志村でナイト』は、2020年3月31日の沖縄テレビ放送予定分が休止となった反面、同年4月4日のサンテレビでは予定通り放送された。
- インターネットサイマル配信とのズレ。
  - キー局での放送日時を基準にインターネット見逃し配信を行なっている番組の場合、同時ネットでない放送地域では実質的な「先行配信」となる。遅れネットによって番組の存在を知った場合、遅れの期間が長期であれば過去分の配信を見ることができない。
  - 製作体制がキー局から準キー局までよりも貧弱な一部の地方ローカル局制作番組など、製作局の本放送終了から1～3日程度遅れて見逃し配信が開始される番組の場合、制作局の放送地域であっても「遅れ配信」となる。